# Holmsjön (Vadsbro socken, Södermanland)
Holmsjön är en sjö i Flens kommun i Södermanland och ingår i Nyköpingsåns huvudavrinningsområde. Sjön har en area på 0,074 kvadratkilometer och ligger 55,5 meter över havet. Sjön avvattnas av vattendraget Forsaån.

## Delavrinningsområde
Holmsjön ingår i det delavrinningsområde (654352-154910) som SMHI kallar för Inloppet i Uren. Medelhöjden är 49 meter över havet och ytan är 18,98 kvadratkilometer. Det finns inga avrinningsområden uppströms utan avrinningsområdet är högsta punkten. Forsaån som avvattnar avrinningsområdet har biflödesordning 3, vilket innebär att vattnet flödar genom totalt 3 vattendrag innan det når havet efter 71 kilometer. Avrinningsområdet består mestadels av skog (66 procent), öppen mark (11 procent) och jordbruk (16 procent). Avrinningsområdet har 0,85 kvadratkilometer vattenytor vilket ger det en sjöprocent på 4,5 procent.